# مات هاكيت
مات هاكيت (بالإنجليزية: Matt Hackett)‏ (و. 1990  م) هو لاعب هوكي الجليد كندي، ولد في لندن، مركز لعبه هو حارس مرمى ‏.

## روابط خارجية
- مات هاكيت على موقع دوري الهوكي الوطني (الإنجليزية)
- مات هاكيت على موقع EliteProspects.com (الإنجليزية)
- مات هاكيت على موقع Eurohockey.com (الإنجليزية)
- مات هاكيت على موقع HockeyDB.com (الإنجليزية)
- مات هاكيت على موقع Hockey-Reference.com (الإنجليزية)